# ماتيس تورين
ماتيس تورين (من مواليد 14 يناير 2001) هو لاعب كرة قدم محترف يلعب في مركز الظهير الأيمن لنادي باريس. ولد في فرنسا، وهو لاعب دولي للشباب المغرب.

## مهنة النادي

### وظيفة مبكرة
ولد في ليون ، انضم إلى نظام الشباب في موناكو في عام 2016. وغادر النادي في عام 2020. وفي 3 فبراير 2021، بعد عام من التوقف عن لعب كرة القدم، وقع مع نادي بويسي.

### غرونوبل
في 13 يوليو 2022، بعد عام آخر بدون لعب كرة القدم، وقع عقدًا مع فريق غرونوبل الاحتياطي. في 30 مارس 2023، وقع عقده الاحترافي مع غرونوبل. ظهر لأول مرة مع النادي في الدوري أمام ديجون، عندما دخل بديلاً في الدقيقة 80. وسجل هدفه الأول للنادي ضد باريس.

### باريس
في 29 يونيو 2024، أعلن نادي باريس لكرة القدم عن توقيع عقد مع تورين مدته ثلاث سنوات.

## مهنة دولية
ولد تورين في فرنسا، وهو من أصول مغربية من طرف والدته، لذلك استدعي للعب مع منتخب المغرب تحت 23 عامًا في سبتمبر 2023.